# Epizoanthus illoricatus
Epizoanthus illoricatus är en korallart som beskrevs av Tischbierk 1930. Epizoanthus illoricatus ingår i släktet Epizoanthus och familjen Epizoanthidae. Inga underarter finns listade i Catalogue of Life.